# Bistum Bluefields
Das Bistum Bluefields (lateinisch Diocesis Bluefieldensis, spanisch Diócesis de Bluefields) ist ein in Nicaragua gelegenes römisch-katholisches Bistum mit Sitz in Bluefields. Es umfasst die autonome Region Costa Caribe Sur.

## Geschichte
Papst Pius X. errichtete das Bistum zunächst als Apostolisches Vikariat am 2. Dezember 1913 aus Gebietsabtretungen des Bistums León en Nicaragua.
In den 1980er Jahren war das Vikariat vom Contra-Krieg betroffen. Im Dezember 1983 begleitete Bischof Salvador Schläfer OFMCap mehr als 500 Miskitos, die vor dem Krieg nach Honduras geflohen waren. Daraufhin erklärte die sandinistische Regierung Nicaraguas fälschlicherweise, er sei von den Contra-Rebellen entführt und ermordet worden.
Am 30. November 2017 erhob Papst Franziskus das Apostolische Vikariat zum Bistum Bluefields. Gleichzeitig wurden etwa zwei Drittel des Territoriums zur Errichtung des Bistums Siuna abgetrennt. Beide Bistümer wurden dem Erzbistum Managua als Suffragandiözesen unterstellt.

## Ordinarien

### Apostolische Vikare von Bluefields
- Agustín José Bernaus y Serra OFMCap (10. Dezember 1913 – 18. Januar 1930, gestorben)
- Juan Matías Solá y Farrell OFMCap (24. Februar 1931–1942, zurückgetreten)
- Matteo Aloisio y Niedhammer Yaeckle OFMCap (11. Mai 1943 – 26. Juni 1970, gestorben)
- Salvador Albert Schläfer Berg OFMCap (25. Juni 1970 – 22. Oktober 1993, gestorben)
- Pablo Ervin Schmitz Simon OFMCap (28. Juli 1994–30. November 2017)

### Bischöfe von Bluefields
- Pablo Ervin Schmitz Simon OFMCap (30. November 2017–12. November 2020)
- Francisco José Tigerino Dávila (seit 12. November 2020)